# AGM-154 Joint Standoff Weapon
AGM-154 JSOW je klouzavá řízená munice typu vzduch-země středního doletu, určená k ničení pozemních a námořních cílů. Její výrobcem je americký výrobce zbraní Raytheon. Díky své modulární konstrukci může střela nést několik různých typů submunice nebo jednotlivých bojových hlavic.

## Historie
V roce 1992 začala firma Texas Instruments Defense Systems & Electronics pracovat na programu Joint Standoff Weapon. V prosinci 1995 dokončilo americké námořnictvo a Texas Instruments vývojové letové zkoušky pumy AGM-154A. Americké letectvo začalo s letovými zkouškami až v březnu 1996, protože proces integrace střely do stíhaček F-16 se opozdil. 6. ledna 1997 byla firma Texas Instruments koupena společností Raytheon Company, což však nemělo zásadní vliv na pokračování ve vývoji střely. Po úspěšném dokončení vývojových testů spustilo americké námořnictvo v únoru 1997 provozní zkoušky. Následovala výroba počáteční várky 111 kusů AGM-154a a v polovině roku 1998 byly pumy zavedeny do výzbroje F/A-18 amerického námořnictva a námořní pěchoty. 29. prosince 1998 byla s firmou Raytheon podepsána smlouva v hodnotě 133,9 mil. USD na spuštění plné sériové výroby pum AGM-154A (403 kusů) a na výrobu prvních 24 kusů verze AGM-154B. 25. ledna 1999 absolvovaly pumy AGM-154 JSOW svůj bojový debut, když byly použity k ničení pozemních cílů v jižním Iráku.
V rámci Evropy disponuje touto zbraní Finsko, Polsko a Nizozemí.

## Konstrukce a vlastnosti

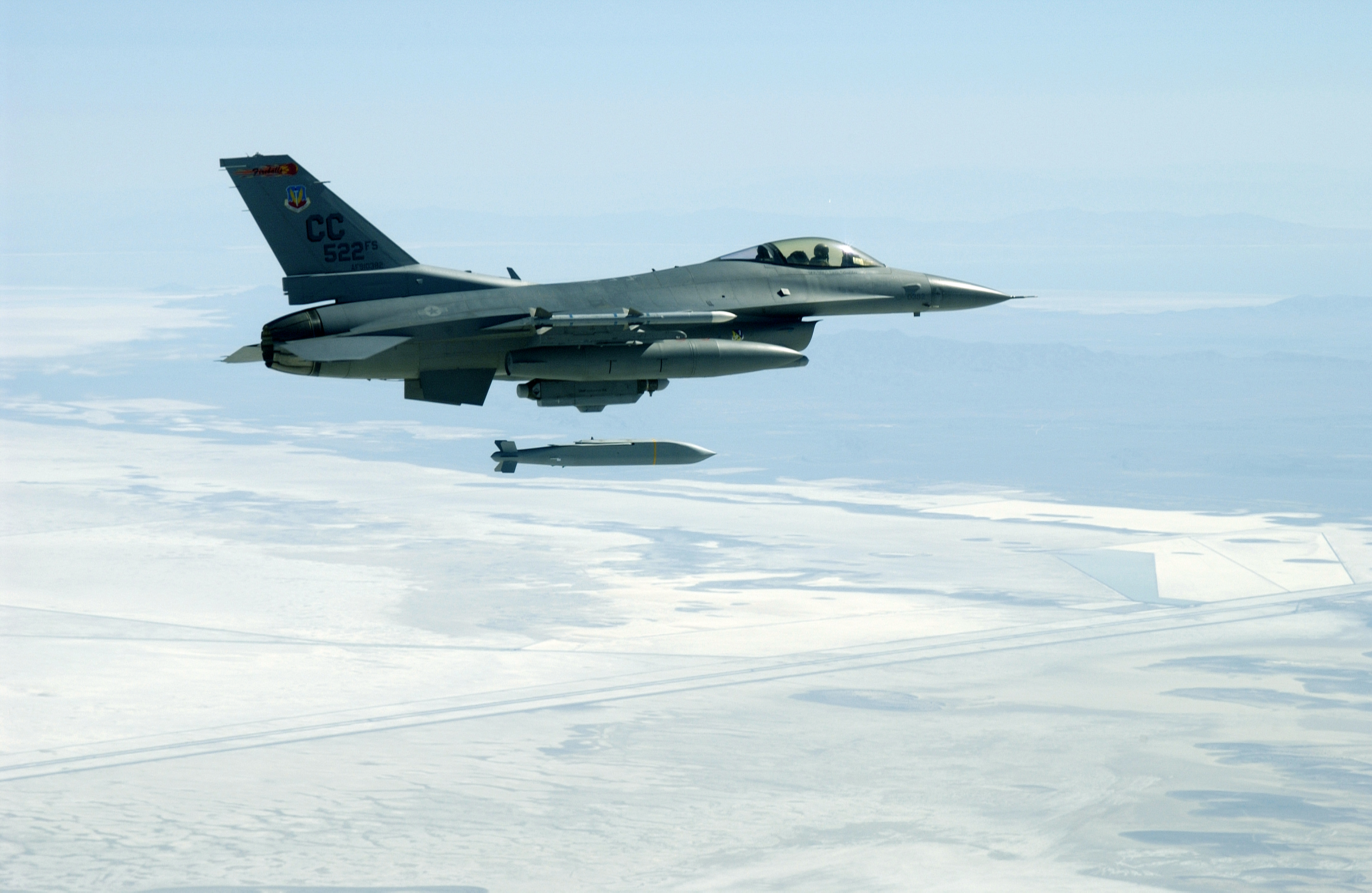
F-16 shazuje AGM-154 JSOW.

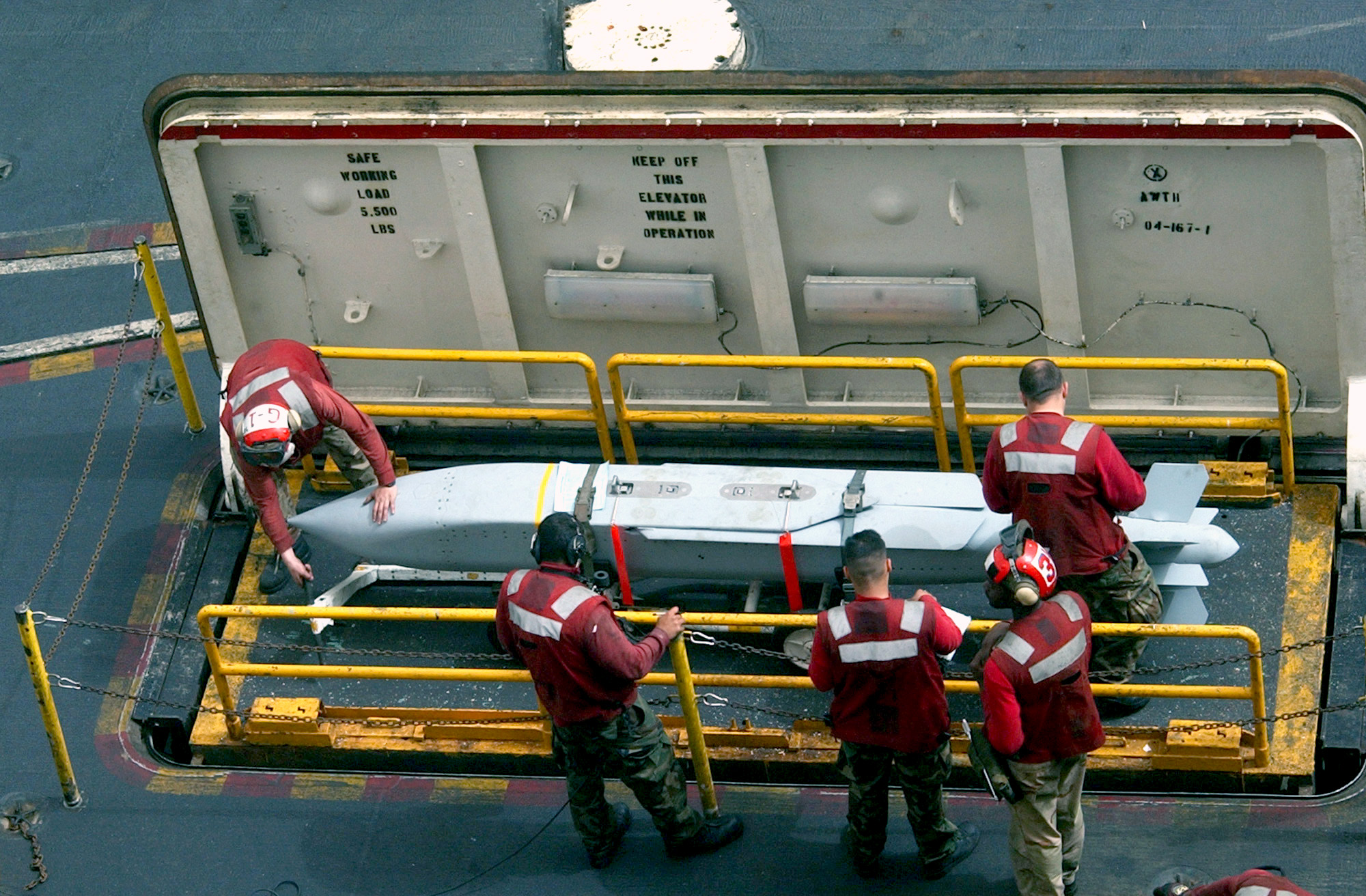
AGM-154 na palubě letadlové lodi.

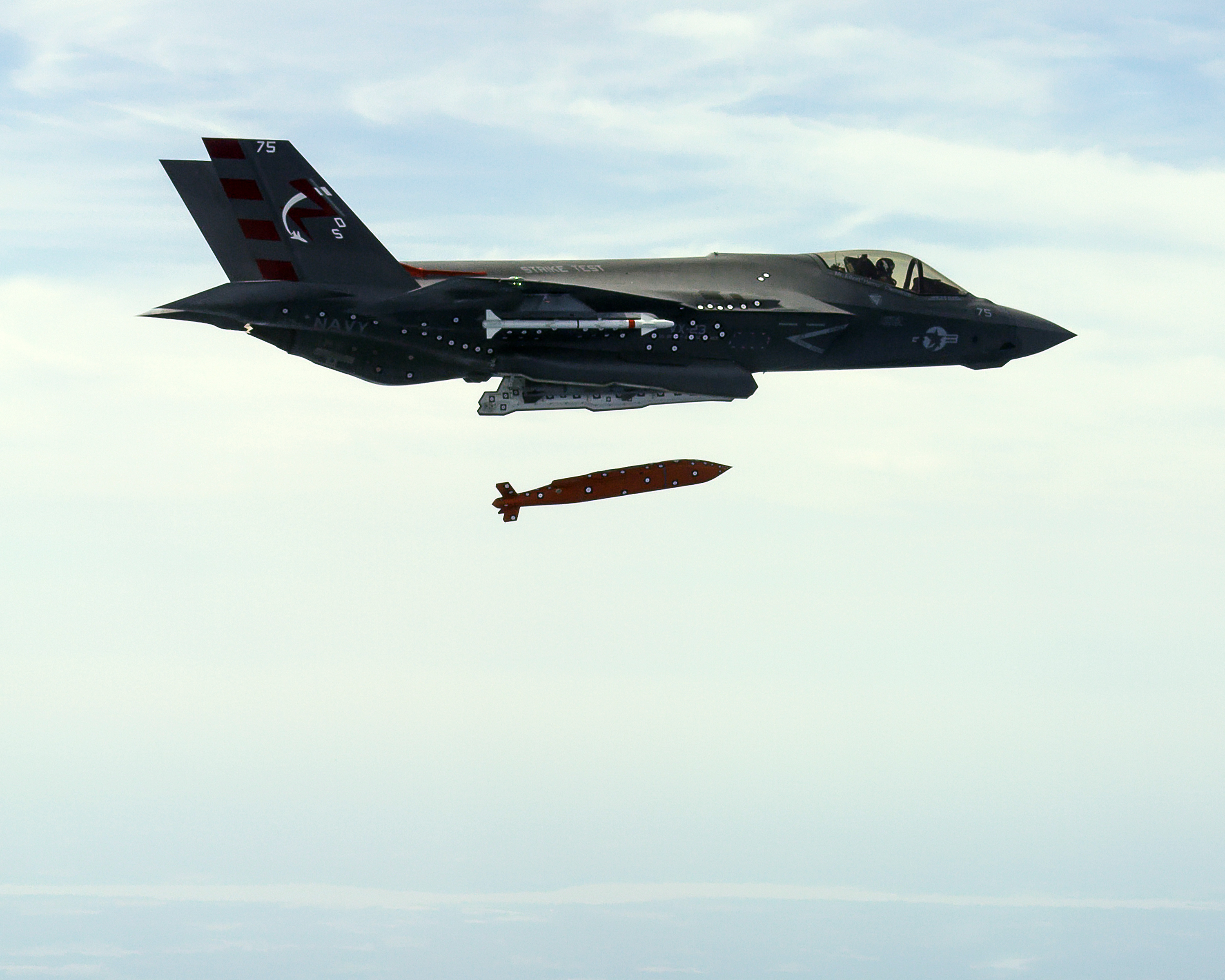
Test vypuštění AGM-154 ze stíhačky F-35.

### AGM-154A
Bojová hlavice AGM-154A skládá ze 145 kusů submunice BLU-97/B. Vypuštěním jedné pumy tak lze útočit na několik cílů najednou. Každý kus submunice je tvarován tak, aby prorazil stěnu objektu, má dělený obal pro destrukci materiálu a zápalný zirkonový prstenec.
Navedení pumy na cíl zajišťuje inerciální navigační systém v kombinaci s družicovým (GPS). Dosah pumy při vypuštění v malé výšce je asi 24 km, při klouzavém letu z velké výšky je to až 64 km.
Celkové náklady na vývoj střely činily 418 mil. USD, zatímco jednotková cena pumy byla na úrovni 282 tis. USD.
Platforma: B-1, B-2, B-52, F-16, F-15E, F/A-18C/D, F/A-18E/F.

### AGM-154A-1
AGM-154A-1 je varianta AGM-154A, která neobsahuje kazetovou submunici. Má nedílnou bojovou část BLU-111/B, což je varianta hlavice, použitá i v pumě Mk-82. Je určena k ničení bodových cílů, přičemž má minimalizovat vedlejší ztráty.

### AGM-154B
AGM-154B je protipancéřová puma a její bojovou hlavici tvoří šest kusů submunice BLU-108/B se senzorovými roznětkami. Každý kus submunice vypouští čtyři projektily (celkem 24 v jedné pumě), které detekují cíl pomocí infračervených senzorů. Po detekci projektil vybuchne a vytvoří explozivní tvarovanou nálož schopnou proniknout obrněným cílům. Navedení pumy v počáteční a střední fázi letu zajišťuje inerciální navigační systém v kombinaci s družicovým (GPS). Dosah pumy při vypuštění v malé výšce je asi 24 km, při klouzavém letu z velké výšky je to až 64 km.
Celkové náklady na vývoj střely činily 228 mil. USD, zatímco jednotková cena pumy byla na úrovni 484 tis. USD.
Platforma: B-1, B-2, B-52, F-16 C/D, F-15E, F/A-18C/D, F/A-18E/F.

### AGM-154C
AGM-154C má tandemovou bojovou část Broach, která zajišťuje průnik i přes silné opevnění (bunkry, jeskyně). První nálož vytvoří v cíli díru kruhového tvaru, přes kterou vnikne do objektu druhá nálož.
V počáteční a střední fázi letu je puma naváděná prostřednictvím inerciálního systému a družicového systému (GPS). Na přesné zasažení cíle využívá AGM-154C infračervené navádění s algoritmem automatického rozpoznávání cíle. V roce 2016 střela dosáhla počáteční operační způsobilosti a v říjnu 2017 též plné operační způsobilosti.
Celkové náklady na vývoj střely činily 452 mil. USD, zatímco jednotková cena bomby byla na úrovni 719 tis. USD.
Platforma: B-1, B-2, B-52, F/A-18C/D, F/A-18E/F.

### AGM-154C-1
Varianta pumy AGM-154C, která je vybavena Datalinkem Link 16 a určena je hlavně proti námořním cílům. Link 16 umožňuje pilotovi letadla, které JSOW vypustilo, aby v reálném čase poskytl pumě aktualizace o poloze cíle, souřadnice nového cíle nebo přerušil misi.
Platforma: F/A-18E/F, F-35A/C (od roku 2018 se softwarem Block 3F).